# Myrmecia
Myrmecia é um gênero de formigas.

## Espécies

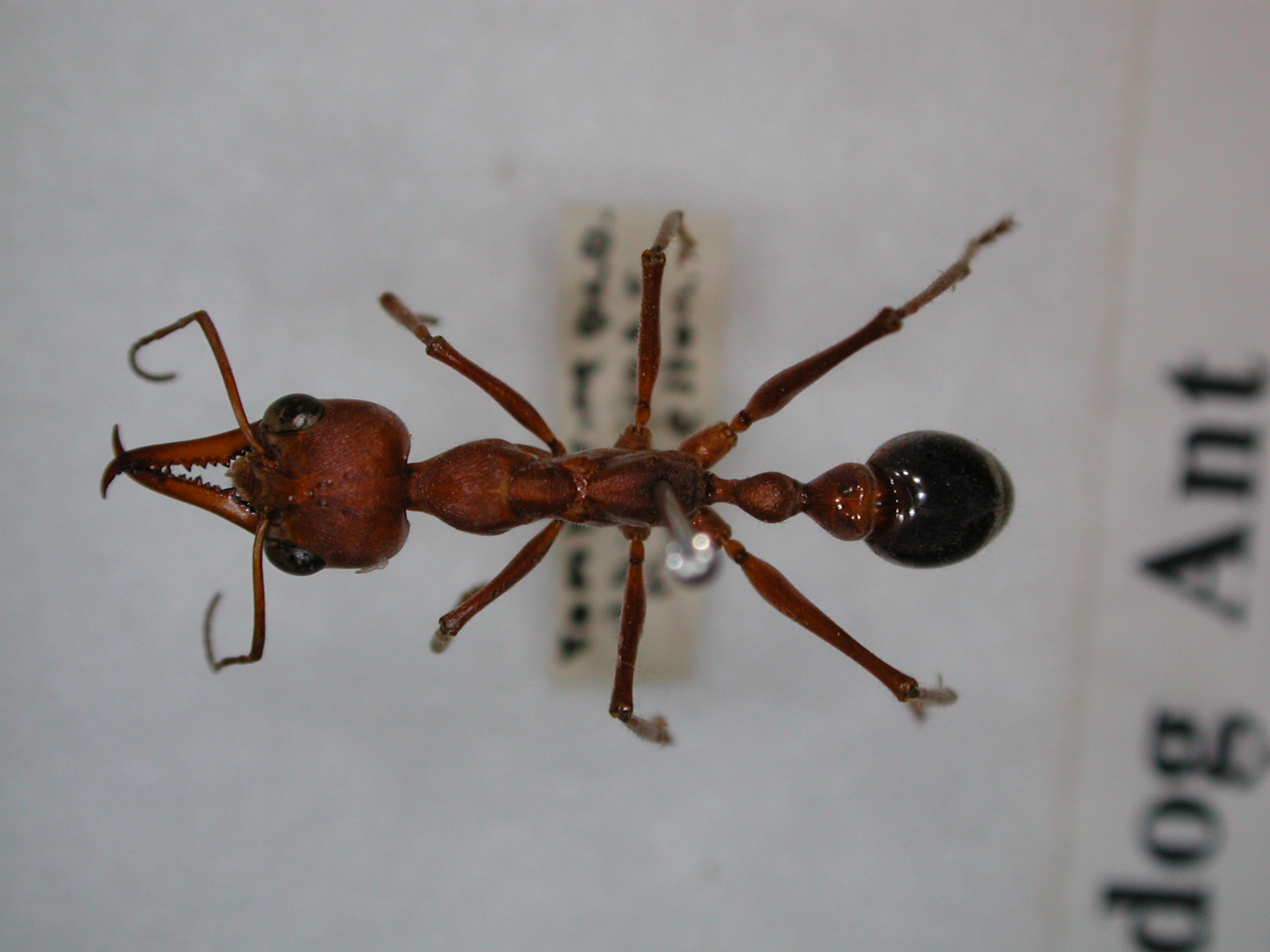
M. brevinoda

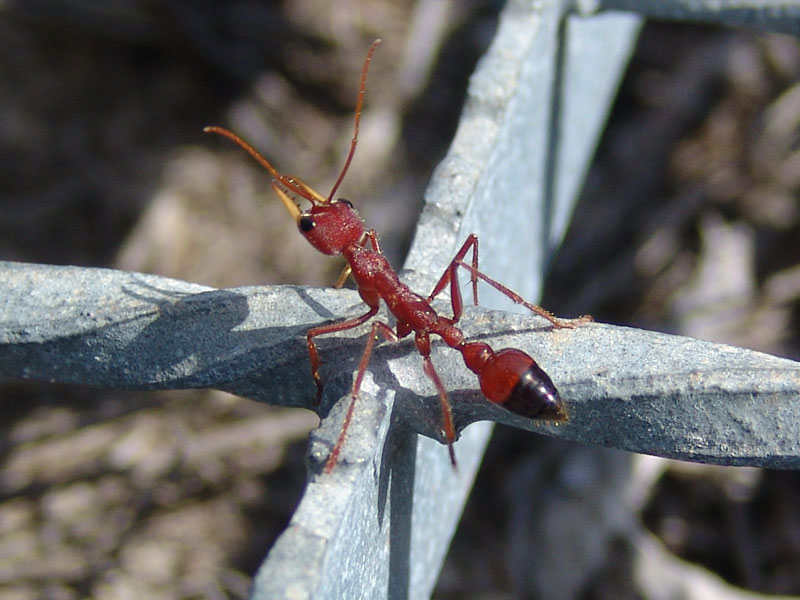
M. gulosa

| - Myrmecia aberrans Forel, 1900 - Myrmecia acuta Ogata & Taylor, 1991 - Myrmecia analis Mayr, 1862 - Myrmecia apicalis Emery, 1883 - Myrmecia arnoldi Clark, 1951 - Myrmecia athertonensis Forel, 1915 - Myrmecia auriventris Mayr, 1870 - Myrmecia borealis Ogata & Taylor, 1991 - Myrmecia brevinoda Forel, 1910 - Myrmecia browningi Ogata & Taylor, 1991 - Myrmecia callima (Clark, 1943) - Myrmecia cephalotes (Clark, 1943) - Myrmecia chasei Forel, 1894 - Myrmecia chrysogaster (Clark, 1943) - Myrmecia clarki Crawley, 1922 - Myrmecia comata Clark, 1951 - Myrmecia croslandi Taylor, 1991 - Myrmecia cydista (Clark, 1943) - Myrmecia desertorum Wheeler, 1915 - Myrmecia dichospila Clark, 1938 - Myrmecia dimidiata Clark, 1951 - Myrmecia dispar (Clark, 1951) - Myrmecia elegans (Clark, 1943) - Myrmecia erecta Ogata & Taylor, 1991 - Myrmecia esuriens Fabricius, 1804 - Myrmecia eungellensis Ogata & Taylor, 1991 - Myrmecia exigua (Clark, 1943) - Myrmecia fabricii Ogata & Taylor, 1991 - Myrmecia ferruginea Mayr, 1876 - Myrmecia flammicollis Brown, 1953 - Myrmecia flavicoma Roger, 1861 | - Myrmecia forceps Roger, 1861 - Myrmecia forficata (Fabricius, 1787) - Myrmecia formosa Wheeler, 1933 - Myrmecia froggatti Forel, 1910 - Myrmecia fucosa Clark, 1934 - Myrmecia fulgida Clark, 1951 - Myrmecia fulviculis Forel, 1913 - Myrmecia fulvipes Roger, 1861 - Myrmecia fuscipes Clark, 1951 - Myrmecia gilberti Forel, 1910 - Myrmecia gratiosa Clark, 1951 - Myrmecia gulosa (Fabricius, 1775) - Myrmecia harderi Forel, 1910 - Myrmecia hilli (Clark, 1943) - Myrmecia hirsuta Clark, 1951 - Myrmecia infima Forel, 1900 - Myrmecia inquilina Douglas & Brown, 1959 - Myrmecia loweryi Ogata & Taylor, 1991 - Myrmecia ludlowi Crawley, 1922 - Myrmecia luteiforceps Wheeler, 1933 - Myrmecia mandibularis Smith, 1858 - Myrmecia maura Wheeler, 1933 - Myrmecia maxima Moore, 1842 - Myrmecia michaelseni Forel, 1907 - Myrmecia midas Clark, 1951 - Myrmecia minuscula Forel, 1915 - Myrmecia mjobergi Forel, 1915 - Myrmecia nigra Forel, 1907 - Myrmecia nigriceps Mayr, 1862 - Myrmecia nigriscapa Roger, 1861 | - Myrmecia nigrocincta Smith, 1858 - Myrmecia nobilis (Clark, 1943) - Myrmecia occidentalis (Clark, 1943) - Myrmecia pavida Clark, 1951 - Myrmecia petiolata Emery, 1895 - Myrmecia picta Smith, 1858 - Myrmecia picticeps Clark, 1951 - Myrmecia piliventris Smith, 1858 - Myrmecia pilosula Smith, 1858 - Myrmecia potteri (Clark, 1951) - Myrmecia pulchra Clark, 1929 - Myrmecia pyriformis Smith, 1858 - Myrmecia queenslandica Forel, 1915 - Myrmecia regularis Crawley, 1925 - Myrmecia rowlandi Forel, 1910 - Myrmecia rubicunda (Clark, 1943) - Myrmecia rubripes Clark, 1951 - Myrmecia rufinodis Smith, 1858 - Myrmecia rugosa Wheeler, 1933 - Myrmecia simillima Smith, 1858 - Myrmecia subfasciata Viehmeyer, 1924 - Myrmecia swalei Crawley, 1922 - Myrmecia tarsata Smith, 1858 - Myrmecia tepperi Emery, 1898 - Myrmecia testaceipes (Clark, 1943) - Myrmecia tridentata Ogata & Taylor, 1991 - Myrmecia urens Lowne, 1865 - Myrmecia varians Mayr, 1876 - Myrmecia vindex Smith, 1858 |